# Odido
Odido Netherlands (anteriormente T-Mobile Netherlands) é a maior empresa de telefone móvel nos Países Baixos. Ela pertencia à Deutsche Telekom antes de ser vendida para a WP/AP Telecom Holdings IV B.V., uma empresa conjunta entre Warburg Pincus e Apax Partners. De 2021 a 2023, licenciou o nome da marca T-Mobile da Deutsche Telekom. Em janeiro de 2024, tinha 6,9 milhões de clientes.
Em 5 de setembro de 2023, tanto a T-Mobile quanto a Tele2 Mobile foram rebatizadas sob uma única marca, Odido.

## História
A Deutsche Telekom entrou no mercado holandês pela aquisição da Ben em 20 de setembro de 2002. Em 2007, a T-Mobile Netherlands, uma subsidiária integral da T-Mobile, adquiriu a Orange Netherlands da France Télécom por 1,33 bilhões de euros. Isso a tornou a terceira maior operadora de telefonia móvel do país, atrás da KPN e da VodafoneZiggo. Antes de sua fusão em 2019, a Tele2 Netherlands usava a infraestrutura da T-Mobile para as antigas bandas 3G e 2G, já que possuía apenas uma licença para a banda 4G.
Em 7 de setembro de 2021, a T-Mobile Netherlands foi comprada pela WP/AP Telecom Holdings IV B.V., uma joint venture entre Warburg Pincus e Apax Partners. A transação foi de 5,1 bilhões de euros, obtendo controle total da empresa dos antigos acionistas da Deutsche Telekom e da Tele2.

### Problemas de capacidade
A T-Mobile anunciou em maio de 2010 que estava enfrentando grandes problemas de capacidade em sua rede 3G. A T-Mobile admitiu os problemas após muita pressão dos clientes e da mídia holandesa. A T-Mobile não conseguiu acompanhar a crescente demanda de dados dos smartphones, causada pelo número de novos clientes que queriam um iPhone: a T-Mobile nos Países Baixos não conseguiu atender à demanda, resultando em problemas de capacidade na rede. A T-Mobile negou os problemas inicialmente, dizendo aos clientes que reclamavam que o problema era causado pelo seu telefone móvel ou pelo SIM-card.
Os problemas de capacidade ocorreram principalmente em cidades e áreas densamente povoadas. Quando afetadas, as pessoas podiam enfrentar problemas ao fazer ou receber chamadas, enviar mensagens de texto (SMS) ou usar serviços de dados. Um número substancial de clientes não conseguia usar nenhum desses serviços em cidades ou áreas urbanas quando a capacidade da rede estava sobrecarregada; por exemplo, as cidades de Amsterdam e Utrecht foram fortemente impactadas.
Após pressão de vários grupos de interesse do consumidor e da mídia holandesa, bem como críticas do comediante holandês Youp van 't Hek, a T-Mobile iniciou um reembolso para todos os consumidores que reclamaram sobre os serviços de comunicação falhos.
A T-Mobile investiu dezenas de milhões de euros para atualizar sua rede. A atualização foi concluída no final do primeiro trimestre de 2011.

### Aquisição da Vodafone Thuis
Em agosto de 2016, após o anúncio da fusão entre Ziggo e Vodafone Netherlands, a Comissão Europeia exigiu que a Vodafone desmembrasse seu negócio de Internet fixa como condição para aprovar a fusão. A T-Mobile Netherlands chegou a um acordo para adquirir a Vodafone Thuis em novembro de 2016, assumindo seus 150.000 clientes. O negócio foi concluído em dezembro de 2016. O serviço foi rebatizado como T-Mobile Thuis em 15 de fevereiro de 2017.

### Aquisição da Tele2 Netherlands
Em dezembro de 2017, a T-Mobile anunciou sua intenção de comprar a Tele2 Netherlands. Após um atraso devido a uma investigação da Comissão Europeia, a fusão foi concluída em janeiro de 2019.

### Serviço de IPTV Knippr
Em 9 de junho de 2016, a T-Mobile Netherlands lançou o serviço de IPTV Knippr nos Países Baixos. Após 2 anos, em 1 de junho de 2018, o serviço foi descontinuado devido à falta de clientes.